# Hasseler Es
Hasseler Es is een groene, bomenrijke wijk in het noorden van de gemeente Hengelo, en valt onder het stadsdeel Noord. De wijk werd eind jaren zeventig gebouwd. Er wonen ongeveer 11.965 inwoners (2023). De bebouwing bestaat overwegend uit eengezinswoningen.
Tot 1972 behoorde het gebied waarop de wijk is gebouwd tot de gemeente Weerselo en lag er de buurtschap Hasselo. Deze buurtschap viel onder de parochie Deurningen.
De wijk kreeg landelijke bekendheid toen op 11 februari 1992 een F-16, afkomstig van de vliegbasis Twenthe, op de wijk neerstortte. De piloot had direct na de start een motorstoring gehad en wilde zo snel mogelijk terug naar de vliegbasis. Hij koos voor de kortste weg, naar baan 11, hoewel dat via bewoond gebied was. Hij hoopte te landen voor de motor opnieuw zou uitvallen. Desondanks viel de motor in het zicht van de landingsbaan opnieuw uit. De piloot sprong er met de schietstoel uit en landde met de parachute. Het vliegtuig viel tussen de huizen van de Dinant Dijkhuisstraat. De ravage was groot, maar er waren geen slachtoffers.
Het was niet de eerste keer dat een vliegtuig op die plek verongelukte. Kort na de oorlog stortte een vliegtuig bij het Bartelinkslaantje neer, wat toen nog landelijk gebied was. De getuigen kregen bevel erover te zwijgen.

## Indeling en inwonertallen (2009)
| buurt/wijknr             | naam           | inwoners |
| ------------------------ | -------------- | -------- |
| 30                       | Bovenhoek      | 2530     |
| 31                       | Schothorsthoek | 670      |
| 32                       | Bartelinkshoek | 1320     |
| 33                       | Tijertshoek    | 1230     |
| 34                       | Sogtoenhoek    | 1540     |
| 35                       | Bruninkshoek   | 1190     |
| 36                       | Middelhoek     | 1950     |
| 37                       | Molendijkhoek  | 1450     |
| 38                       | Weijinkshoek   | 1320     |
| 39                       | Oosterveld     | 50       |
| Bron: http://www.cbs.nl/ |                |          |

## Faciliteiten
In de Hasseler Es is een aantal faciliteiten aanwezig. Zo is er een in 2007 heropend en vernieuwd winkelcentrum (winkelcentrum Hasselo), een tandartsenpraktijk, een gezondheidscentrum, een wijkcentrum (het Kulturhus) met bibliotheek, een sporthal, diverse scholen en een klein industrieterrein.